# オプシュティナ
オプシュティナは、スラヴ圏の国々にみられる行政単位である。多くの場合、各国のオプシュティナは最小の行政単位（基礎自治体）であり、ドイツのゲマインデ（Gemeinde）、イタリアのコムーネ（comune）、フランスのコミューン（commune）、日本の市町村などに相当する。各国の言語によって呼称は若干異なるが、同根の語で表される。その中のオプシュティナとはセルビア語の名称である。

## 各国のオプシュティナ
各国における呼称は以下の通りである。
| 国家                     | 単数形                     | 複数形                     | 関連項目 |
| スロベニア               | občina                     | občine                     | スロベニアの地方行政区画                                                                                       |
| クロアチア               | općina                     | općine                     | クロアチアの地域区分 Municipalities of Croatia                                                                 |
| ボスニア・ヘルツェゴビナ | općina / oпћина            | općine / oпћине            | ボスニア・ヘルツェゴビナの地方行政区画 Municipalities in Bosnia and Herzegovina スルプスカ共和国の地方行政区画 |
| セルビア                 | oпштина / opština          | oпштине / opštine          | セルビアの郡 Municipalities of Serbia                                                                          |
| モンテネグロ             | opština, oпштина           | opštine, oпштине           | モンテネグロの基礎自治体                                                                                       |
| コソボ                   | oпштина / opština / Komuna | oпштине / opštine / Komuna | コソボの郡 コソボの基礎自治体                                                                                  |
| 北マケドニア             | oпштина, opština           | oпштини, opštini           | 北マケドニアの基礎自治体                                                                                       |
| ブルガリア               | община, obshtina           | общини, obshtini           | ブルガリアの州 Municipalities of Bulgaria                                                                      |
| ロシア                   | община                     | общины                     | ロシア連邦の地方区分                                                                                           |

### スロベニア
スロベニアでは、基礎自治体はスロベニア語でオプチナ（単:občina、複:občine）と呼ばれる。スロベニアは国全体が210のオプチナに分かれており、うち規模の大きい11の自治体は「都市」の地位を持っている。

### クロアチア
クロアチアでは、基礎自治体はクロアチア語でオプチナ（単:općina、複:općine）と呼ばれる。クロアチアは全体が20の郡（ジュパニヤ、županija）と1つの直轄市ザグレブに分けられており、ザグレブの下には区（gradska četvrt）が、それ以外の郡の下には市（グラード、grad）と基礎自治体（オプチナ、općina）が置かれている。市とオプチナは共に郡の下に位置する同じレベルの行政区分であるが、オプチナは複数の小規模な村が集まった自治体であるのに対し、市はひとつの都市から成る自治体である。クロアチアには127の市と429のオプチナがある。

### ボスニア・ヘルツェゴビナ
ボスニア・ヘルツェゴビナでは、基礎自治体はクロアチア語・ボスニア語でオプチナ（単:općina、複:općine）、セルビア語でオプシュティナ（単:oпштина, opština 、複:oпштине, opštine）と呼ばれる。ボスニア・ヘルツェゴビナは、デイトン合意によってボスニア・ヘルツェゴビナ連邦とスルプスカ共和国に2分されている。
ボスニア・ヘルツェゴビナ連邦には10の県（カントンlanton / кантон、あるいはジュパニヤžupanija）が置かれており、その下にオプチナ（オプシュティナ）が置かれている。他方、スルプスカ共和国では、県に相当する自治体は存在せず、スルプスカ共和国の下に直接オプチナ（オプシュティナ）が置かれている。ボスニア・ヘルツェゴビナ連邦には79、スルプスカ共和国には62のオプチナ（オプシュティナ）がある。
首都のサラエヴォをその領域とする単独の自治体は存在せず、ボスニア・ヘルツェゴビナ連邦のサラエヴォ県に属する4つの自治体が合同でサラエヴォ市政府を構成している。隣接するスルプスカ共和国・サラエヴォ＝ロマニヤ地方のサラエヴォ（東サラエヴォ）にも市域は広がっている。東サラエヴォは6つの基礎自治体によって構成されている。

### セルビア
セルビアでは、基礎自治体はセルビア語でオプシュティナ（単:oпштина, opština 、複:oпштине, opštine）と呼ばれる。セルビアは、24の郡（オクルグ、округ / okrug）とベオグラード市に分けられている（ただし、コソボを除く。）。各郡とベオグラード市の下にはオプシュティナがおかれており、これが最小の自治体となっている。セルビアの基礎自治体の平均人口は5万人程度であり、最小の行政区分の規模としてはヨーロッパ諸国で最大であると指摘されている。
都市部以外のほとんどのオプシュティナは、複数の集落があつまってひとつの自治体を構成している。各オプシュティナは行政機能のない複数の集落によって構成され、それらの集落は規模に応じて町（град）と村（село）に区分される。

### モンテネグロ
モンテネグロでは、基礎自治体はセルビア語（モンテネグロ語）でオプシュティナ（単:oпштина, opština、複:oпштине, opštine）と呼ばれる。モンテネグロは国全体が21のオプシュティナに分けられている。このうち、首都であるポドゴリツァには、その下に2つの区（グラドスカ・オプシュティナ、градска општина / gradska opština）が置かれている。

### コソボ
コソボでは、基礎自治体はアルバニア語でコムーナ（Komuna）、セルビア語でオプシュティナ（単:oпштина, opština、複:oпштине, opštine）と呼ばれている。かつてコソボはセルビアの領土であり、5つの郡（アルバニア語でラヨーニ Rajoni、セルビア語 でオクルグ Округ / Okrug）と30のオプシュティナ（コムーナ）に分けられていた。しかし1999年に国際連合コソボ暫定行政ミッション（UNMIK）によるコソボ統治が始まって以来、コソボの大部分ではセルビアの統治権は排除された。UNMIKは2000年、それまでのセルビアによって定められた行政区分を再編し、7つの郡と、38のコムーナ（オプシュティナ）が定められた。2008年にコソボが独立を宣言してからも、この区分はそのまま引き継がれている。

### 北マケドニア
北マケドニアでは、基礎自治体はマケドニア語でオプシュティナ（単:oпштина, opština、複:oпштини, opštini）、アルバニア語でコムーナ（Komuna）と呼ばれている。北マケドニアは2013年の時点で80のオプシュティナが置かれている。首都のスコピエは、スコピエ地方にある10個のオプシュティナによって構成されている。

### ブルガリア
ブルガリアでは、基礎自治体はブルガリア語でオプシュティナ（単:община, obshtina
複:общини, obshtini）と呼ばれている。ブルガリアは、28の州（オブラスト、област / oblast）によって構成されている。それぞれの州の下にはオプシュティナが置かれており、これが最小の行政区分である。
首都のソフィアは、オブラスト・ソフィア（Област София / Oblast Sofia）と呼ばれ、ソフィア州（ソフィイスカ・オブラスト、Софийска област / Sofiyska oblast）とは異なる独自の州である。ソフィア以外の各州の下には複数のオプシュティナが置かれている。首都のソフィアは、それ自体でひとつの「首都オプシュティナ」（Столична община / Stolichna obshtina）となっている。ブルガリアには全部で264のオプシュティナがある。
ソフィアおよび2つの都市ヴァルナとプロヴディフには、さらにその下に区（ラヨン、район / rayon）が置かれている。
都市部以外のほとんどのオプシュティナは、複数の集落があつまってひとつの自治体を構成している。各オプシュティナは行政機能のない複数の集落によって構成され、それらの集落は規模に応じて町（град）と村（セロ、село）に区分される。